# Mistrzostwa Polski w Łyżwiarstwie Szybkim w Wieloboju 1978
42. Mistrzostwa Polski w łyżwiarstwie szybkim w wieloboju odbyły się w 1978 roku w Zakopanem na torze COS. Złote medale zdobyli Erwina Ryś-Ferens i Andrzej Zawadzki.

## Kobiety
| Msc. | Zawodniczka                         | 500 m | 1500 m | 3000 m | 5000 m | Wielobój |
| 1.   | Erwina Ryś-Ferens (Olimpia Elbląg)  |       |        |        |        | 186,712  |
| 2.   | Grażyna Nocoń (Olimpia Elbląg)      |       |        |        |        | 190,971  |
| 3.   | Elżbieta Bruzgo (Marymont Warszawa) |       |        |        |        | 201,003  |

## Mężczyźni
| Msc. | Zawodnik                             | 500 m | 1500 m | 5000 m | 10 000 m | Wielobój |
| 1.   | Andrzej Zawadzki (Marymont Warszawa) |       |        |        |          | 180,059  |
| 2.   | Jan Miętus (SNPTT Zakopane)          |       |        |        |          | 181,324  |
| 3.   | Piotr Krysiak (SNPTT Zakopane)       |       |        |        |          | 183,208  |